# Кьодо (інформаційне агентство)
Інформаці́йне аге́нтство Кьо́до (яп. 共同通信社, きょうどうつうしんしゃ, МФА: [kʲoːdoː t͡su̥ ɕinɕa],  «Об'єднане інформаційне агентство»; англ. Kyodo News) — незалежне громадське інформаційне агентство новин в Японії.

## Короткі відомості
Найбільша компанія на ринку новин Японії. Один із лідерів міжнародного інформаційного бізнесу, що надає новини для світових засобів інформації. Утворена 1 листопада 1945 року на базі розпущеної після Другої світової війни державної Союзної інформаційної агенції. Має штаб-квартиру в токійському районі Мінато, 5 дочірніх компаній в Саппоро, Сендаї, Осаці, Наґої та Фукуоці, 48 префектурних і 39 міжнародних представництв. Працює цілодобово. Основні партнери: Associated Press, United Press International (США), Reuters (Велика Британія), ІТАР-ТАРС (Росія), Сіньхуа (КНР), усі японські газети за винятком Асахі, Йоміурі та Майніті, Японська телерадіомовна корпорація, уряд Японії, громадські організації тощо. Надає послуги японською, англійською і китайською мовами.